# Emplazamiento judicial
El emplazamiento, en derecho procesal, es una orden de un juez que consiste en otorgar a la parte interesada un plazo para presentarse ante el Tribunal, con el objeto de realizar un acto necesario para el proceso.
Por lo general, es un efecto derivado de la presentación de una demanda o de un recurso, que implica la notificación al demandado, recurrente o recurrido y la fijación de un plazo para que comparezca en forma personal.  
Cuando se trata de procedimientos que no tienen carácter penal, la parte que es emplazada y no se presenta puede padecer las siguientes sanciones:
a) si es emplazado como parte demandada, se lo declara en rebeldía y no se paraliza el proceso, que sigue su curso sin citarla ni oírla en adelante,
b) si es emplazada por un órgano superior como recurrente, se declara desierto el recurso que interpuso,
c) si es emplazada por un órgano superior como recurrido, el recurso se tramita sin su participación.
El emplazamiento consta de dos partes: la notificación y el plazo. La parte correctamente emplazada posee la carga de intervenir en el proceso. Para ello, se requiere:
- que la notificación se hubiese efectuado en la forma legalmente prevista,
- que el emplazado se hubiera presentado dentro del término indicado por la ley.

Se es "emplazado" cuando la parte ha sido debidamente notificada y se presentó dentro del plazo fijado.

## Regulación por países

### Chile
En Chile, los efectos del emplazamiento son los siguientes:
- Se entabla válidamente la relación procesal.
- Determina específicamente el tribunal que debe dictar sentencia y además determina para quienes esa sentencia es obligatoria.
- En virtud de la notificación, que es parte del emplazamiento, crea para el demandado la carga procesal de comparecer ante el juez y defenderse.

La falta de emplazamiento está elevado a la categoría de un vicio de casación (vicio que anula el proceso) en la forma.
Chile se describe constituido por tres zonas geográficas.6 La primera de ellas, Chile continental, comprende una franja en la costa occidental del Cono Sur que se extiende entre los paralelos 17°29'57" S y 56°32'12" S, mayormente desde la ribera sudoriental del océano Pacífico hasta las cumbres más altas de la cordillera de los Andes. Alcanza un largo de 4270 km,28 un ancho máximo de 445 km en los 52°21' S y un ancho mínimo de 90 km en los 31°37' S.6 Limita con Perú al norte, Bolivia al nordeste y Argentina al este, totalizando 7801 km de fronteras terrestres,7n 3 y el paso Drake al sur. La segunda, Chile insular, corresponde a un conjunto de islas de origen volcánico en el océano Pacífico Sur: el archipiélago de Juan Fernández y las islas Desventuradas, pertenecientes a Sudamérica, la isla Salas y Gómez y la isla de Pascua, ubicadas en Oceanía.
El "término de emplazamiento" es el plazo que la ley señala al demandado para que comparezca al tribunal. Es distinto para cada procedimiento. Para el juicio ordinario de mayor cuantía, está consagrado en los arts. 258, 259 y 260 del Código de Procedimiento Civil y requiere distinguir en que lugar es notificado el demandado:
- Si el demandado es notificado dentro de la comuna donde funciona el tribunal el término para contestar la demanda es de 15 días. Esta es la regla general (art. 258, inc. 1° Código de Procedimiento Civil).
- Si el demandado se encuentra en el mismo territorio jurisdiccional, pero fuera de la comuna que sirve de asiento al tribunal, este plazo de 15 días se aumenta en 3 días.
- Si hay varios demandados: el término de emplazamiento corre para todos a la vez y se cuenta hasta que expire el último término parcial que corresponde a los notificados (art. 260, inc. 1° del Código de Procedimiento Civil).
- Si existe pluralidad de demandantes: de acuerdo con el art. 18, lo que quiso proteger la ley es que cada demanda tiene situaciones de hecho distintas y parece poco el tiempo para que el demandado pueda defenderse, por ello el plazo para contestar la demanda aumenta en 1 día más de plazo por cada 3 demandantes cuando su número es superior a 10 y no puede exceder de 30 días.

El término de emplazamiento es un plazo común, que corre para todos los demandados. A sus efectos, solo se consideran los días hábiles. Puede ser, a su vez, legal, fatal o perentorio.

### Puerto Rico
El Emplazamiento  es un Imperativo Constitucional del Debido Proceso de Ley. Las cláusulas del debido proceso en la Constitución de los Estados Unidos y la Constitución de Puerto Rico, prohíben que los tribunales ejerzan jurisdicción personal sobre un demandado a menos que el demandado tenga la debida notificación de los procedimientos del tribunal. Para cumplir con esta regla, los tribunales requieren que los demandantes hagan arreglos para que los demandados reciban una citación judicial (emplazamiento) y copia de la queja de los demandantes. 
" El Art. II, Sec. 7 de la Constitución de Puerto Rico, dispone: "Se reconoce como derecho fundamental del ser humano el derecho a la vida, a la libertad y al disfrute de la propiedad... Ninguna persona será privada de su libertad o propiedad sin el debido proceso de ley...".
La Decimocuarta Enmienda a la Constitución de los Estados Unidos - Cláusula del debido proceso de ley; dispone lo siguiente..
Sección 1. " Toda persona nacida o naturalizada en los Estados Unidos, y sujeta a su jurisdicción, es ciudadana de los Estados Unidos y del Estado en que resida. Ningún Estado podrá crear o implementar leyes que limiten los privilegios o inmunidades de los ciudadanos de los Estados Unidos; tampoco podrá ningún Estado privar a una persona de su vida, libertad o propiedad, sin el debido proceso ley; ni negar a persona alguna dentro de su jurisdicción la protección legal igualitaria." 

#### Regla 4 de Procedimiento Civil de Puerto Rico
Las disposiciones contenidas en la Regla 4 de Procedimiento Civil de Puerto Rico, las cuales rigen el emplazamiento, son de estricto cumplimiento, y no puede eximirse su observancia por responder al imperativo constitucional del debido proceso de ley.

### España
El art. 404 de la Ley de Enjuiciamiento Civil (LEC), titulado "Admisión de la demanda, emplazamiento al demandado y plazo para la contestación", señala lo siguiente:

1. El Letrado de la Administración ( anteriormente conocido como Secretario judicial), examinada la demanda, dictará decreto admitiendo la misma y dará traslado de ella al demandado para que la conteste en el plazo de veinte días.

2. El  Letrado de la Administración, no obstante, dará cuenta al Tribunal para que resuelva sobre la admisión en los siguientes casos:

1) cuando estime falta de jurisdicción o competencia del Tribunal o

2) cuando la demanda adoleciese de defectos formales y no se hubiesen subsanado por el actor en el plazo concedido para ello por el Secretario judicial.

3. En los procesos en los que sean de aplicación los artículos 81 y 82 del Tratado de la Comunidad Europea o los artículos 1 y 2 de la Ley de Defensa de la Competencia, el Secretario judicial dará traslado a la Comisión Nacional de la Competencia de la resolución admitiendo la demanda en el plazo previsto en el párrafo primero.
art. 404 LEC